# Habitatge al carrer de l'Església, 5 (la Pobla de Montornès)
L'Habitatge al carrer de l'Església, 5 és una obra de la Pobla de Montornès (Tarragonès) protegida com a Bé Cultural d'Interès Local.

## Descripció
L'edifici forma part del nucli històric de la població, i està inclòs en el conjunt BCIL núm. 6 de l'Església i el carrer de les Flors.
Consta de planta baixa, primer pis i golfes. La façana principal dona front a la plaça de l'Església, i disposa d'altres dues façanes als carrers de les Flors i Eusebi Mercader.
La seva tipologia gaudeix de les característiques de l'arquitectura autòctona de la zona. Les finestres i balconades formen una composició tradicional on domina el ple sobre el buit.
A l'interior es troben cinc arcades de pedra de factura medieval, un celler i una cisterna datada el 1702.
En els sostres dels revoltons, es troben plafons d'estil gòtic.